# Caso della bicicletta verde

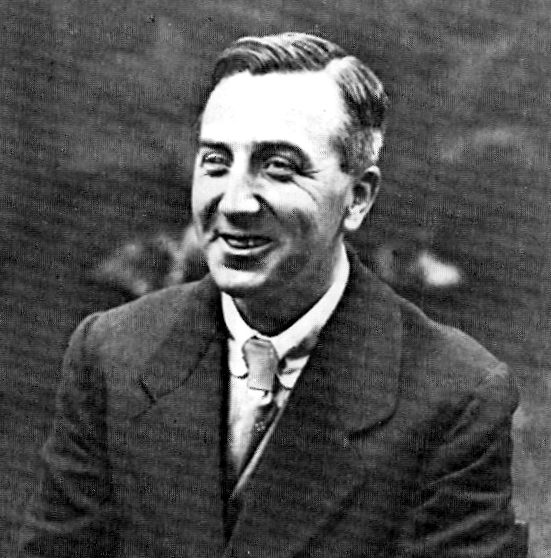
Light dopo l'assoluzione

Il caso della bicicletta verde fu un'indagine e un processo per l'omicidio di una ragazza di nome Bella Wright a Little Stretton, vicino Leicester, in Inghilterra, uccisa il 5 luglio 1919. La ragazza fu colpita da un proiettile alla testa. Il pomeriggio del giorno dell'omicidio, era stata vista in compagnia di un uomo su una bicicletta verde. L'uomo, Ronald Vivian Light, fu in seguito processato per l'omicidio e assolto. Sul caso sono stati scritti vari libri. La scrittrice C. Wendy East, nel suo libro The Green Bicycle Murder (1993), statuì che Light era l'assassino di Bella Wright. In un libro del 1930, The Green Bicycle Case, H.R. Wakefield era giunto alla conclusione opposta.

## Storia

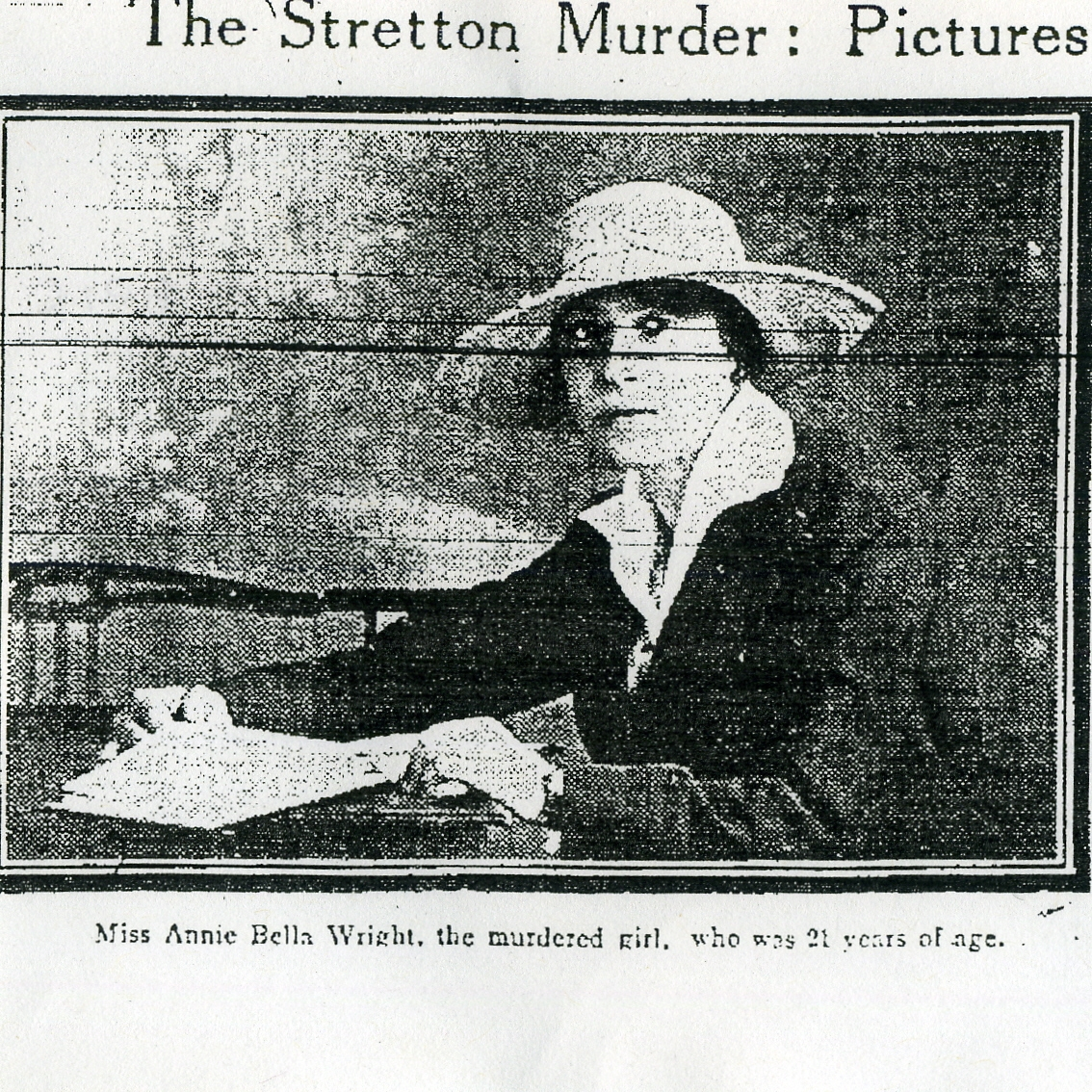
Foto di Bella Wright in un articolo di giornale

Annie Bella Wright, nata nel 1897, era la maggiore di sette figli di un agricoltore analfabeta e di sua moglie. Viveva in un cottage con il tetto di paglia a Stoughton, a circa sette chilometri da Leicester, in quelle che Bill Donahue descrisse come "condizioni praticamente feudali". Frequentò la scuola fino ai 12 anni quando abbandonò per lavorare come domestica e in seguito trovare lavoro in una fabbrica a Bates' Rubber Mill, a otto chilometri da casa. Nel periodo poco prima della morte frequentava Archie Ward, fuochista della Royal Navy stoker, e aveva almeno un altro spasimante.
La Wright potrebbe aver incontrato Light la notte prima dell'omicidio. Disse infatti alla madre di un funzionario che si era innamorato di lei e che avrebbe potuto essere Light, nonostante quest'ultimo negò al processo.
Ronald Light, all'epoca trentaquattrenne, era un veterano della prima guerra mondiale che era ritornato in patria con disturbo post traumatico da stress. Non si era volontariamente fatto avanti di fronte ai manifesti che cercavano informazioni sull'uomo in bicicletta ma provò invece a disfarsi della bicicletta. Una volta arrestato, ammise di essere stato con lei poco prima che venisse uccisa, ma negò ogni responsabilità per l'omicidio. Fu difeso con successo da Sir Edward Marshall-Hall. Era l'unico figlio di un inventore di successo di attrezzi per l'idraulica. Secondo un breve racconto dell'accusa al processo, nel 1902 fu espulso dalla Oakham School, a 17 anni, per aver "alzato un vestito di una ragazza fino alla sua testa". Secondo il medesimo racconto verso i 30 anni "tentò di avere un rapporto sessuale con una quindicenne" e ammise di aver avuto un "comportamento non consono" con una bambina di 8 anni. Due ragazze, di 12 e 14 anni, testimoniarono a processo che il giorno della morte della Wright, Light le aveva seguite mentre erano sulle loro bici attraverso la campagna. Oltre a queste accuse, Light fu licenziato da un lavoro alle ferrovie nel 1914, sospettato di aver dato fuoco a un armadietto, e di aver disegnato graffiti sessuali in un bagno. Fu inoltre licenziato da una fattoria in cui lavorava, accusato di aver incendiato un pagliaio. Durante il servizio prestato come secondo tenente presso i Royal Engineers nella guerra, il padre morì, forse suicida. La madre spiegò che probabilmente la causa erano state le preoccupazioni che aveva riguardo al figlio. Nel 1916, Light perse l'incarico, ma rientrò nell'esercito come mitragliere nella Honourable Artillery Company. Tornò dal fronte occidentale con disturbo da stress post-traumatico e parzialmente sordo.

## L'omicidio
Secondo tutte le testimonianze, Bella Wright e Ronald Light si incontrarono in una strada il 5 luglio 1919 verso le sette meno un quarto del pomeriggio. Lei gli chiese se avesse una chiave inglese per sistemare una ruota allentata della sua bici. Lui non l'aveva, ma si offrì di accompagnarla, offerta che venne accettata. L'accompagnò al cottage dello zio George Measure a Gaulby e l'aspettò fuori. Lo zio dichiarò che l'aspetto di Light non gli piaceva. Se ne andarono insieme quasi alle nove di sera. Il corpo della Wright fu successivamente ritrovato sulla Via Devana da un contadino, alle nove e venti di sera. Il poliziotto Alfred Hall, primo ad accorrere sulla scena del crimine, inizialmente trovò "macchie di sangue su un cancello davanti a un campo" ma nessuna impronta su nessun lato del cancello. Un medico effettuò un rapido esame a luce di candela e statuì che la Wright era morta per un semplice incidente in bicicletta. Non accettando la dichiarazione del medico, il poliziotto Hall ritornò alle sei di mattina, scoprendo un proiettile di una calibro 455 trovato a 5 metri dal cadavere, che non era stato ancora rimosso dalla scena. Sciacquò la faccia della Wright e trovò il foro di entrata.
Secondo la ricostruzione dell'accusa, a quasi due chilometri a ovest di Gaulby, Bella Wright stava scappando da Light, presa dal panico, si diresse a sud su una strada secondaria che avrebbe potuto riportarla a casa, strada che però non era la più breve. Light prese un'altra strada per superarla e aspettò che arrivasse nascosto dietro un recinto, da dove le sparò per poi fuggire
In aula il poliziotto Hall testimoniò che il sangue proveniva da un corvo morto che "si era nutrito sopra il sangue" facendo sei separati voli dal recinto al cadavere. Tuttavia, non ci sono corvi nelle Midlands inglesi.

## Indagini e processo
Per cinque mesi dopo l'assassinio, Light nascose la sua bici in un armadio. Dichiarò in seguito che non si era fatto avanti per non far preoccupare sua madre. Alla fine portò la sua bici sull'Upperton Road Bridge a Leicester, fece a pezzi la bici e gettò un pezzo dopo l'altro nel fiume Soar, venendo visto da Samuel Holland, un manovale. Il 23 febbraio 1920, Enoch Whitehouse stava portando un battello pieno di carbone trainato da cavalli sul fiume Soar. La fune di traino, che legava i cavalli al battello, si impigliò sul telaio della bici. La polizia fu chiamata a investigare. Videro subito che il numero seriale della bici era inciso sia sul telaio che sul sellino, e che la marca (BSA) era incisa sulla forcella. Tuttavia, bastò il numero seriale sfocato rinvenuto sulla forcella a collegare la bicicletta a Light. Light fu arrestato il 4 marzo 1920 alla Dean Close School a Cheltenham, dove aveva appena iniziato a insegnare matematica. Il 19 marzo fu rinvenuta un'ulteriore prova; una fondina di una pistola dell'esercito e una dozzina di bossoli calibro 455 furono trovati nel canale. Combaciavano con il proiettile ritrovato sulla scena del crimine. Light fu processato al castello di Leicester. Presiedeva il giudice Thomas Gardner Horridge e il procuratore generale, Gordon Hewart era a capo dell'accusa. Light in aula fu calmo e lucido. I suoi primi reati non furono riportati dai quotidiani dell'epoca, che si riferivano a lui come "l'ingegnere, professore, ed ex ufficiale dell'esercito" che era stato accusato della morte di una "ragazza di campagna". Su consiglio dell'avvocato, Sir Edward Marshall-Hall, Light ammise tutto tranne l'omicidio. Ammise anche che la fondina era la sua, e che aveva posseduto un revolver. Marshall-Hall ridusse il suo esame incrociato a questioni puramente tecniche. Mise in dubbio l'esperto di balistica dell'accusa, Henry Clarke, che dichiarò che il proiettile poteva facilmente provenire tanto da un fucile quanto da un revolver. Marshall-Hall ipotizzò che il colpo fatale poteva provenire da uno sparo accidentale dalla distanza. Sostenne questa ipotesi alternativa perché un colpo ravvicinato avrebbe causato più danno al volto della vittima. Questa teoria e il comportamento di Light furono sufficienti alla giuria per assolverlo.

## Seguito della vicenda
Dopo il processo Light "tutto fece tranne che sparire". Nel 1928 viveva a Leysdown-on-Sea sul lato orientale dell'isola di Sheppey. Più di una volta assunse il nome di "Leonard Estelle". Nel 1934 sposò una donna più anziana di lui, Lilian Lester, il cui marito, il sergente Ernest Lester, anche lui dei Royal Engineers, era stato ucciso nel 1917. La vedova aveva abbandonato i due figli in un ospedale di Wolverhampton, temendo l'indigenza ma tenendo con sé la figlia più piccola. Light non aveva figli. Morì nel 1975 a 89 anni. La figliastra non sapeva nulla del processo fino al periodo successivo la sua morte.

## Influenza culturale
Per decenni, la bicicletta fu appesa al muro di un negozio di bici a Evington, ma oggi non si sa se e dove sia conservata. Un collezionista anonimo si aggiudicò i bossoli e la fondina recuperati nel fiume per 6.000 dollari in un'audizione di Christie's del 1987.
Almeno due libri sono stati scritti sul caso: The Green Bicycle Case (del 1930) di H.R. Wakefield (in difesa di Light) e The Green Bicycle Murder (del 1993) di C. Wendy East (che concluse che Light era colpevole). Altri scrittori hanno detto la loro a proposito dell'omicidio, includendo le ipotesi che Light abbia ucciso accidentalmente o che la Wright fosse stata uccisa da un'altra persona. La tesi dell'omicidio accidentale è supportata da una nota scritta probabilmente da Levi Bowley, soprintendente della polizia di Leicester, tre giorni dopo l'assoluzione di Light. La nota di Bowley afferma che, mentre era in carcere in attesa del processo, Light confessò di aver ucciso la Wright accidentalmente. L'autenticità della nota è stata messa in dubbio e anche se lo fosse, Bowley potrebbe aver mentito, o Light potrebbe aver mentito a Bowley.